# اکبر صادقی
اکبر صادقی (زاده ۱ فروردین ۱۳۲۷ در شهر ری) کارگردان، تهیه‌کننده، فیلم‌نامه‌نویس و هنرپیشه اهل ایران است.

## بازیگر
- اجاره نشین‌ها (۱۳۶۵)
- ناخدا (۱۳۵۲)

## کارگردان
- سرحد (فیلم ۱۳۷۵) (۱۳۷۵)
- گاومیش‌ها (۱۳۷۵)
- آلما (فیلم ۱۳۷۱) (۱۳۷۱)
- سیمرغ (فیلم) (۱۳۶۶)
- دبیرستان (فیلم) (۱۳۶۵)
- پایگاه جهنمی (۱۳۶۳)
- بالاش (۱۳۶۲)
- در محاصره (۱۳۶۰)
- شمر (فیلم) (۱۳۵۹)
- با عشق مردن (۱۳۵۷)
- مادر جونم عاشق شده (۱۳۵۵)

## نویسنده
- سرحد (۱۳۷۵)
- آلما (۱۳۷۱)
- پایگاه جهنمی (۱۳۶۳)
- مزدوران (۱۳۶۳)
- در محاصره (۱۳۶۰)
- شمر (۱۳۵۹)
- با عشق مردن (۱۳۵۷)
- گل‌های کاغذی (۱۳۵۶)
- میرم بابا بخرم (۱۳۵۳)
- بدکاران (۱۳۵۲)
- پسرخوانده (۱۳۵۲)

## تهیه‌کننده
- کوچولوی خوش شانس (۱۳۸۳)
- خط‌ها و سایه‌ها (۱۳۷۷)
- سرحد (۱۳۷۵)
- گاومیش‌ها (۱۳۷۵)
- ضربه طوفان (۱۳۷۲)
- آلما (۱۳۷۱)
- جستجو در جزیره (۱۳۶۹)
- شنگول و منگول (فیلم) (۱۳۶۸)
- سیمرغ (۱۳۶۶)
- صعود (فیلم) (۱۳۶۶)
- دبیرستان (فیلم ۱۳۶۵)
- پایگاه جهنمی (۱۳۶۳)
- بالاش (۱۳۶۲)
- بازرس ویژه (۱۳۶۰)
- در محاصره (۱۳۶۰)

## جشنواره‌ها
- برنده دیپلم افتخار بهترین فیلم (شنگول و منگول) در پانزدهمین دوره جشنواره فیلم کودکان و نوجوانان - ۱۳۷۹